# Rime nuove

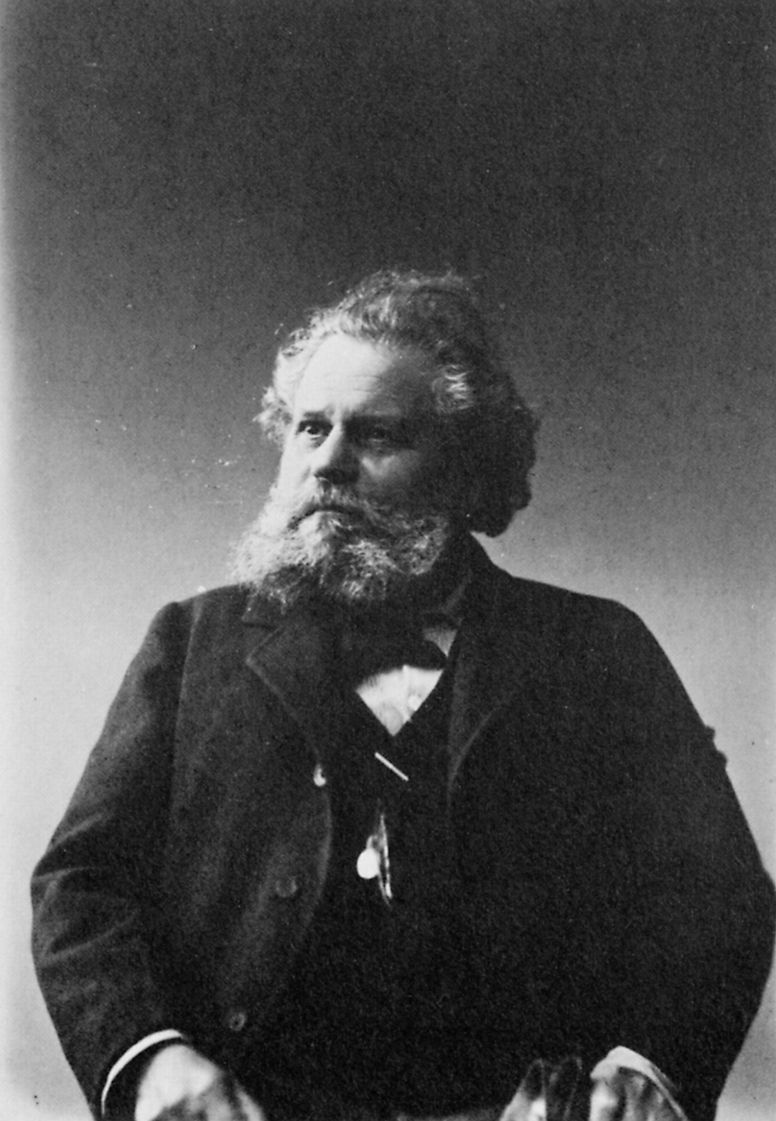
Giosuè Carducci

Rime nuove è una raccolta poetica di Giosuè Carducci, contenente le liriche composte tra il 1861 e il 1887.

## Struttura dell'opera
L'opera, che costituisce la più ampia e diversificata raccolta di poesie carducciane, è nella sua redazione definitiva il risultato dell'unione delle liriche pubblicate da Zanichelli con il titolo Rime nuove nel 1887 e di alcune altre comprese in Levia Gravia pubblicate da Barbèra in Poesie nel 1871 e da Galeati in Nuove poesie nel 1873.
La raccolta comprende complessivamente 105 liriche, numerate con numeri romani, divise in nove libri (nelle prime due edizioni in dieci libri), preceduti da un Intermezzo (che nelle prime due edizioni costituiva invece il nono libro).

### Primo Libro
Il primo libro comprende la sola ode, di stile ronsardiano e chiabresco, Alla rima, in strofe miste di ottonari e di quaternari.
Ave, o rima! Con bell'arte
Su le carte
Te persegue il trovadore
Ma tu brilli, tu scintilli,
Tu zampilli,
Su dal popolo dal cuore
O scoccata tra due baci
Ne i rapaci
Volgimenti de la danza,
Come accordi ne' due giri
Due sospiri,
Di memoria e di speranza!

### Secondo Libro
Il secondo libro è composto da trentaquattro sonetti tra i quali il noto Traversando la maremma toscana:
Dolce paese, onde portai conforme
L'abito fiero e lo sdegnoso canto
E il petto ov'odio e amor mai non s'addorme,
pur ti riveggo, e il cuor mi balza in tanto.

### Terzo Libro
Al terzo libro appartengono venticinque liriche composte in metri diversi, di stile settecentesco e tre-quattrocentesco. Nel primo gruppo si annoverano quartine di settenari e di ottonari, quartine di endecasillabi, strofe saffiche rimate e un sonetto; nel secondo ballate, madrigali, rispetti toscani. Tra le liriche di questo libro, oltre alla celebre San Martino, ve n'è una intitolata Passa la nave mia, tradotta da Heine:
Passa la nave mia con vele nere,
Con vele nere pe 'l selvaggio mare.
Ho in petto una ferita di dolore,
Tu ti diverti a farla sanguinare.
È, come il vento, perfido il tuo core,
E sempre qua e là presto a voltare.
Passa la nave mia con vele nere,
Con vele nere pe 'l selvaggio mare.

### Quarto Libro
Il quarto libro, racchiuso tra la saffica  Ad Alessandro D'Ancona e Un ramo d'alloro, comprende le Tre primavere elleniche formate da una saffica eolia, dove invece degli endecasillabi ci sono doppi quinari,
Lina, brumaio torbido inclina
Ne l'aer gelido monta la sera:
E a me ne l'anima fiorisce, o Lina,
La primavera
da una saffica dorica,
Sai tu l'isola bella, a cui rive
Manda il Ionio i fragranti ultimi baci
Nel cui sereno mar Galatea vive
E su' monti Aci?
da una alcaica fantoniana, l'alessandrina formata da due doppi quinari con secondo emistichio sdrucciolo e due settenari a rima baciata
Gelido il vento pe' lunghi e candidi
Intercolonii feria; su tumuli
Di garzonetti e spose
Rabbrividian le rose

### Quinto Libro
Il quinto libro si apre con i versi sciolti di Rimembranze di scuola e continua alternando liriche di metri diversi che si ispirano alla più grande tradizione della poesia italiana, come nelle terzine dantesche di Idillio maremmano:
Co ‘l raggio de l'april nuovo che inonda
Roseo la stanza tu sorridi ancora
Improvvisa al mio cuore, o Maria bionda;
E il cuor che t'obliò, dopo tant'ora
Di tumulti oziosi in te riposa,
O amor mio primo, o d'amor dolce aurora.
nella saffica rimata di Vendette della luna:
Te, certo, te, quando la veglia bruna
Lenti addiceva i sogni e la tua culla,
Te certo riguardò la bianca luna,
Bianca fanciulla.
nelle quartine di endecasillabi a rima alterna di Davanti San Guido:
I cipressi che a Bolgheri alti e schietti
Van da San Guido in duplice filar,
Quasi in corsa giganti giovinetti
Mi balzaron incontro e mi guardar.
e di Era un giorno di festa, e luglio ardea:
Era un giorno di festa , e luglio ardea
Basso in un'afa di nuvole bianche:
Ne la chiesa lombarda il di scendea
Per le bifori giallo in su le panche.
Nella sestina  lirica di Notte di maggio:
Non mai seren di più tranquilla notte
Fu salutato da le vaghe stelle
In riva di correnti e lucid'onde;
E tremolava rorida su ‘l verde,
Rompendo l'ombre che scendean da' colli,
L'antica, errante, solitaria luna.
e nella romanella All'autore del «Mago»:
O Severino, de' tuoi canti il nido,
Il covo de' tuoi sogni io ben lo so.
Ondeggiante di canape è l'infido
Piano che sfugge al curvo Reno e al Po.

### Sesto Libro
Il sesto libro inizia con un epodo di endecasillabi e settenari rimati e disposti in modo alternato dal titolo I due Titani sotto forma di canto amebeo dove una quartina viene recitata da Prometeo e una da Atlante mentre l'ultima è costituita dal commento del poeta. Seguono due ballate: La leggenda di Teodorico formata da quartine doppie di ottonari a rima alterna con il sesto e l'ottavo verso tronchi
Su 'l castello di Verona
Batte il sole a mezzogiorno,
Da la Chiusa al pian rintrona
Solitario un suon di corno,
Mormorando per l'aprico
Verde il grande Adige va;
Ed il re Teodorico
Vecchio e triste al bagno sta.
e Faida di comune composta da quartine di ottonari dove i versi pari sono rimati tra di loro.
Manda a Cuosa in val di Serchio
Pisa manda ambasciatori:
Dal comun di santa Zita
Ivi aspettano i signori.